# Laura Ludwig
Laura Ludwig (Berlim, 13 de janeiro de 1986) é uma jogadora de voleibol de praia alemã.
Em parceria com Kira Walkenhorst obteve a medalha de ouro nos Jogos Olímpicos de 2016 ao vencer na partida final a dupla brasileira  Ágatha Bednarczuk e Bárbara Seixas.
Com Kira Walkenhorst conquistou a medalha de ouro na edição do FIVB World Tour Finals de 2017 disputada em Hamburgo.